# Исследования новейшей русской истории (книжная серия)
«Иссле́дования нове́йшей ру́сской исто́рии» (ИНРИ) — серия книг издательства «YMCA-Press» (Париж, Франция), основанная А. И. Солженицыным.
Идею серии Солженицын выразил так:
…чувствовал я на плечах бере́мя шире только собственных моих книг. Поставлен я на такое место, и столько нитей ко мне сошлось — что и должен, и, кажется, нетрудно мне, и нельзя не — сплотить хоть малые силы, кто есть, для поднятия из пучин потопленной русской истории. Стал я простягаться, как бы нам начать выпускать историческую серию силами приглашаемых авторов, скажем — Исследования Новейшей Русской Истории, ИНРИ, — именно новейшей, потому что она более всего запущена и жжёт…
В 1995 «YMCA-Press» передало выпуск серии издательству «Русский путь».
Серия выходит под общей редакцией А. И. Солженицына.

## Список
(в хронологическом порядке)
- В. В. Леонтович. История либерализма в России, 1762—1914 / Пер. с нем. Ирины Иловайской. — Париж: YMCA-press, 1980. (Выпуск 1)
- Народное сопротивление коммунизму в России. Независимое рабочее движение в 1918 году: Документы и материалы / Ред.-сост. и авт. коммент. М. С. Бернштам. — Париж, YMCA-Press, 1981. (Выпуск 2)
- Народное сопротивление коммунизму в России. Урал и Прикамье, ноябрь 1917 — январь 1919: Документы и материалы / Ред.-сост. и авт. коммент. М. С. Бернштам. — Париж: YMCA-press, 1982. — 603 с. ISBN 2-85065-008-0 (Выпуск 3)
- Г. М. Катков. Февральская революция / Пер. с англ. Н. Артамоновой и Н. Яценко. — Париж: YMCA-press, 1984. ISBN 2-85065-050-1 (Выпуск 4)
- Фельштинский Ю. Г. Большевики и левые эсеры. Октябрь 1917 — июль 1918. На пути к однопартийной диктатуре. — Париж: YMCA-Press, 1985. — 290 с. — (Выпуск 5-й). — ISBN 2-85065-063-3.
- Г. М. Катков. Дело Корнилова / Пер. с англ. Н. Г. Росса. — Париж: YMCA-press, 1987. ISBN 2-85065-100-3 (Выпуск 6)
- Н. Толстой. Жертвы Ялты / Пер. с англ. Е. С. Гессен. — Париж: YMCA-press, 1988. ISBN 2-85065-150-8 (Выпуск 7)
- Й. Хоффманн. История власовской армии. / Пер. с нем. Е. Гессен. — Париж: YMCA-Press; 1990. ISBN 2-85065-175-3 (Выпуск 8)
- В. П. Попов. Крестьянство и государство (1945—1953). — Париж: YMCA-press, 1992. ISBN 2-85065-216-4 (Выпуск 9)
- Штурман Д. О вождях российского коммунизма. Кн. I, II. — Париж: YMCA-Press. 1140-0854 (Выпуск 10);
 М.: Русский путь. — 1993. Кн. 1. 412 с. Кн. 2. 342 с. ISBN 2-85065-223-7;
- И. А. Дугас, Ф. Я. Черон. Вычеркнутые из памяти: Советские военнопленные между Гитлером и Сталиным. — Париж: YMCA-press, 1994. ISBN 2-85065-232-6 (Выпуск 11)
- Соблазн социализма: Революция в России и евреи. / Сост. А. Серебренников. — Париж: YMCA-Press; М.: Русский путь. — 1995. 526 с., ил. ISBN 5-85887-008-2 (Выпуск 12)

- Леонтович В. В. История либерализма в России (1762—1914) / Пер. с нем. И.Иловайской. — М.: Русский путь : Полиграфресурсы. 1995. 550 с., ил. ISBN 5-85887-006-6 (Выпуск 1)
- Толстой Н. Д. Жертвы Ялты. — М.: Русский путь. — 1996. 544 с, ил. ISBN 5-85887-016-3 (Выпуск 2)
- Нарымская хроника (1930—1945): Трагедия спецпереселенцев. Документы и воспоминания / Сост. и коммент. В. Н. Макшеева. — М.: Русский путь. — 1997. 255 с, ил. ISBN 5-85887-022-8 (Выпуск 3)
- Катков Г. М. Февральская революция / Пер. с англ. Н. Артамоновой, Н. Яценко. — М.: Русский путь. — 1997. 432 с., ил. ISBN 5-85887-026-0 (Выпуск 4)
- Катков Г. М. Дело Корнилова. — М.: Русский путь. — 2002. 240 с., ил. ISBN 5-85887-110-0 (Выпуск 5)
- Российский Зарубежный Съезд. 1926. Париж: Документы и материалы. — М.: Русский путь. — 2006. 848 с., ил. ISBN 5-85887-168-2 (Выпуск 6)
- Солженицын А. И. Двести лет вместе: В 2 т. — Т. 1. — М.: Русский путь. — 2001. 512 с., ил. ISBN 5-85887-110-0 (Выпуск 7) (Второе издание — 2009, ISBN 978-5-85887-294-8)
- Солженицын А. И. Двести лет вместе: В 2 т. — Т. 2. — М.: Русский путь. — 2002. 512 с., ил. ISBN 5-85887-151-8 (Выпуск 8) (Второе издание — 2009, ISBN 978-5-85887-295-5)
- Самошкин В. В. Антоновское восстание. — М.: Русский путь. — 2005. 360 с., ил. ISBN 5-85887-212-3 (Выпуск 9)